# Corneliu Leu
Corneliu Leu (n. 21 iulie 1932, Medgidia, Constanța, România – d. 9 iunie 2015, București, România) a fost scriitor, dramaturg, regizor de film român și fondatorul mai multor organizații social-culturale.
Tatăl său a fost avocatul Ion C. Leu.

## Activitate culturală
- 1949 - participă la înființarea filialei Constanța a Uniunii Scriitorilor
- 1950 - participă la organizarea primei Consfătuiri Naționale a Tinerilor Scriitori
- 1957 - participă la realizarea primelor emisiuni de televiziune
- 1967 - înființează postul „Radiovacanța”
- 1968 - începe realizarea și prezentarea pe parcursul mai multor ani a serialului TV de film de autor „Călătorii romantice”
- 1969 - înființează Editura Eminescu și colecția „Romanul de dragoste”
- 1970 - înființează Studioul de filme al televiziunii începând producția primelor seriale românești și a coproducțiilor TV
- 1973 - înființează Casa de Filme 4 devenind producătorul unor filme și mari ecranizări precum:  „Ioanide”, „Adevărul și Puterea”, „Mihai Viteazul”, „Actorul și sălbaticii”, „Ciprian Porumbescu”, „Țara de piatră”, „Serata”, „Casa de la miezul nopții”, „Cu mâinile curate”, „Felix și Otilia”, „Lumina palidă a durerii”, „Nea Mărin Miliardar”, „Iarba verde de-acasă”, „Alexandra și infernul”, „Scrinul negru”, „Tănase Scatiu”, „Facerea lumii”, „Agentul straniu”, „Imposibila iubire”, „Castelul din Carpați”, etc.
- 1986 - reînființează, la „Contemporanul” suplimentul „Realitatea ilustrată”
- 1990 - înființează Casa de Editură și Producție Audio, Video, Film „Realitatea”, cu publicațiile „Ave”, „Necazul”, „Antologia poeziei creștine”
- 1990 - înființează Fudația Episcopul Grigorie Leu
- 1991 - până azi, înființează rubrica radio săptămânală „Căsuța poștală 33″
- 1992 - înființează spectacolele radio - tv. cu public „Cabaret politic”
- 1994 - până în prezent - „În gura leului” - rubrică moralistă săptămânală în ziarele „Libertatea”, „Ordinea”, „Azi”, „Cronica română”, „Albina” și în emisiunea lunară „Viața ca un spectacol”
- 1995 - „Hora tranziției”, „Nu trageți în guvern”, „Bomba tranziției”, „Vin alegerile” - spectacole complexe cu transmisii radio în direct și serial TV
- 1996 - „Noi și Europa”, „S-a schimbat schimbarea”, „Poveste politică de iarnă” - spectacole complexe multimedia cu transmisii în direct
- 1997 - înființează Consfătuirea Națională a Intelectualilor de la Sate
- 1998 - înființează Institutul Național de Personalism
- 1998 - înființează revista „Pluralitas”
- 1999 - înființează „Mișcarea pentru Progresul Satului Românesc”
- 1998 - „Au avut românii norocul unei revoluții?” - eseu, Editura Realitatea
- 2000 - „Re-introducere în Personalism” - eseuri, Editura Realitatea
- 2000 - inițiază Asociația Fundațiilor pentru Dezvoltare Rurală
- 2001 - înființează, la 172 de ani de la apariție, noua serie a revistei „Albina”
- 2002 - Revista „Albina” devine „Albina românească” publicatie a Mișcării pentru Progresul Satului Românesc, cu un program consecvent de dezvoltare socio-economică și integrare europeană a ruralului românesc
- 2002 - până în prezent realizează emisiunea TV „Cafeneaua literară”
- 2003 - lansează în revista „Pluralitas" ipoteza Personalismului Diacronic și publică „Idei personaliste de actualitate în opera lui C. Rădulescu-Motru”
- 2005 - lansează conceptul de „Societate Civilă Transnațională”
- 2007 - creează un curs de „Meritocrație" aducând contribuții la aprofundarea termenului și aplicarea lui la imperativele democrației românești
- 2008 - creează, prin portalul internet „ www.cartesiarte.ro " o rețea neguvernamentală pentru Promovarea virtuală a culturii românești
- 2009 - în cadrul programului european de înființare a Grupurilor de Acțiune Locală, pune bazele Rețelei de inițiative culturale și univeristăți populare
- 2012 - înființează „Grupul de reflecție privind problemele Democrației Reale” care publică analele studiilor respective și caiete periodice;
- 2012 - lansează și impune prin argumentul unor caracteristici extrase din politici de stat și realități ale societății civile conceptul de: „Ecumenism laic”;
- 2013 - înființează publicația „Creșterea limbii românești”;
- 2013 - fiind promulgată Legea Zilei Limbii Române pentru a cărei impunere a străduit vreme de mai mulți ani, organizează prima mare celebrare oficială a acestei sărbători naționale, prin ample manifestări în București și pe Valea Prahovei, conectate prin internet și transmisii directe cu multe altele din localitățile țării și comunitățile românilor de pretutindeni;
- 2013 - lansează „Antologia de poezie română cinstind limba română” realizată cu acest prilej;
- 2013 - lansează filmul documentar al acestor manifestări, cu deviza; „DUREREA EXISTENȚEI CELOR DOUĂ STATE S-O TRANSFORMĂM ÎN BUCURIA DE A TRĂI  ÎNTR-O SINGURĂ PATRIE, CU O SINGURĂ LIMBĂ ȘI O SINGURĂ CULTURĂ”;
- 2015 - lansează „Anexe nedorite, obligatorii la viața noastră de odinioară și, uneori, greu de evitat chiar în cea prezentă, adică ceea ce ni se alătură prin ochiul celor ce ne urmăresc" și a apărut la editura Rawex Coms.

### Debut literar
- 1948 - debut cu nuvele și povestiri în „Flacăra”, „Cuget liber”, „Pagini dobrogene”

### Volume publicate
- 1950 - Asiziile și alte povestiri radiofonice;
- 1956 - Ochiu Dracului - roman, Editura pentru literatură;
- 1958 - Vârsta de aur - roman, Editura pentru literatură;
- 1958 - Nopți dobrogene - povestiri, Editura Tineretului;
- 1959 - Sângele și apa - nuvele, Editura pentru literatură;
- 1961 - Cu mâinile noastre - reportaje, Editura pentru literatură;
- 1962 - O familie puternică - roman, Editura Tineretului;
- 1963 - Viitorul al doilea - nuvelă, Editura Militară;
- 1964 - Puterea - roman, Editura pentru literatură;
- 1965 - Balade - povestiri, Editura Tineretului;
- 1967 - Viața particulară a lui Constant Hagiu - roman, Editura Tineretului;
- 1970 - Femeia cu ochi albaștri - roman, Editura Junimea;
- 1968 - Dreptul la dragoste - nuvele, Editura pentru literatură;
- 1973 - Puterea - roman, ed.II, Editura Eminescu;
- 1974 - Teatru - colecția „Rampa”;
- 1976 - Această viață sentimentală - roman, Editura Cartea Românească;
- 1977 - Femeia cu ochi albaștri - roman ed. II, Editura Albatros;
- 1977 - Plângerea lui Dracula - roman, Ed. Cartea Românească;
- 1979 - Patriarhii - roman, Ed. Cartea Românească;
- 1979 - Teatru comentat - volum antologic, Editura Eminescu;
- 1979 - Reporter romantic în țară și pe glob - antologie reportericească, Editura Junimea;
- 1979 - Baladele pământului natal - povestiri, Ed. Ion Creangă;
- 1979 - Romanul unei zile mari - Editura Albatros;
- 1978 - Prețul dragostei, al credinței și al urii - roman, Ed. Cartea Românească;
- 1982 - Insulele - roman, Editura Albatros;
- 1983 - Simboluri - reportaje, Editura Militară;
- 1983 - Romanul nopții de februarie - Editura Militară;
- 1984 - Romanul unei zile mari - ed. II, Editura Albatros;
- 1984 - Rănile soldaților învingători - roman Ed. Cartea Românească
- 1985 - Romanul unui mare caracter, Editura Militară
- 1987 - 1990 - Faptele, Secolul, Puterea - trilogie, Editura Albatros;
- 1989 - Romanul unei zile mari ed.III, Editura Albatros;
- 1991 - De groază și de râs - proze și scenarii, Editura Realitatea;
- 1992 - Poetul ca o floare - roman, Editura Realitatea;
- 1992 - 1993 O țară bogată cu țărani bogați - reportaj european, Editura Realitatea;
- 1994 - Anonimul Brâncovenesc - Editura Realitatea;
- 1995 - Drumul spre Damasc - roman, Editura Eminescu;
- 1995 - Democrația locală - eseuri, Editura Realitatea;
- 1996 - Spionii birocrați - roman, Editura Eminescu;
- 1997 - Fiii risipitori ai Europei - eseuri, Editura Realitatea;
- 2001 - Iarna iubirii - roman, Editura Realitatea;
- 2001 - Cartea Episcopilor Cruciați - Editura Realitatea;
- 2002 - Amintiri din Casa Scriitorilor - volum antologic, Editura Realitatea;
- 2002 - The Islands - traducere engleză a romanului Insulele (apărut în română în 1982) – Realpublishers;
- 2003 - Romanul Plângerilor sau Călăul lui Dracula - roman, Editura Realitatea;
- 2004 - În gura leului – sau cronica politică a anilor 1992-2004 - publicistică, pamflete, tablete, Editura Realitatea;
- 2004 - începuturile ziaristicii în România - studii și cursuri, Editura Realitatea;
- 2004 - Album aniversar 175 de ani de presă româească, transliterări de facsimile și comentarii, Editura Realitatea;
- 2005 - The Novel of a Great Day - traducere prescurtată în limba engleză a Romanului unei zile mari - Realpublishers;
- 2007 - cu Nuvele și Istorii, începe seria de Opere definitive, urmând volumele de Romane istorice, Teatru, Romane contemporane, Publicistică, Studii, Memorii;
- 2008 - Vecinul cel bun - roman;
- 2009 - Despre meritocrație - studii și articole;
- 2010 - Femeia, fie ea regină... - roman;
- 2010 - Afinități elective, volum de memorii și romanele Femeia fie ea regina, Insulele și Romanul unei zile mari apar în "Amazon.Com" în SUA;
- 2010 - Roma-termini, roman, Editura Virtual Bing-Bang;
- 2010 si 2011 — Primele 22 de volume din seria de „opere definitive” plus trei traduceri în limba englezã se distribuie prin rețeaua de carte electronicã www.corectbooks.com;
- 2011 - Procurorul din X... - o novela româneasca si contemporana, primul volum din ciclul „Misterele din pașnicul oraș X...” - Editura Realitatea;
- 2012 - Biserica din eter - Editura Realitatea;
- 2012 - Românii și ziarul - despre începuturile presei românesti, Editura Realitatea;
- 2012 - Viața ca-n filme, sau Vagonul nr. 13 - roman - din ciclul „Misterele din pașnicul oraș X...” - Editura Realitatea;
- 2012 - Înființează „Grupul de reflecție privind problemele Democrației Reale” care publică analele studiilor respective și caiete periodice in care ii apar contributiile;
- 2012 - Lansează și impune prin argumentul unor caracteristici extrase din politici de stat și realități ale societății civile conceptul de: „Ecumenism laic”;
- 2013 - Înființează publicația „Creșterea limbii românești”;
- 2013 - Secolul și democrația - studii și articole - Editura Realitatea;
- 2013 - Fiind promulgată Legea Zilei Limbii Române pentru a cărei impunere a străduit vreme de mai mulți ani, organizează prima mare celebrare oficială a acestei sărbători naționale, prin ample manifestări în București și pe Valea Prahovei, conectate prin internet și transmisii directe cu multe altele din localitățile țării și comunitățile românilor de pretutindeni;
- 2013 - Lansează Antologia de poezie română cinstind limba română realizată cu acest prilej;
- 2013 - Lansează filmul documentar al acestor manifestări, cu deviza; „DUREREA EXISTENȚEI CELOR DOUĂ STATE S-O TRANSFORMĂM ÎN BUCURIA DE A TRĂI  ÎNTR-O SINGURĂ PATRIE, CU O SINGURĂ LIMBĂ ȘI O SINGURĂ CULTURĂ”.

### Teatru și televiziune
- 1952 - Vremea viteazului - serial de teatru istoric
- 1954 - Cu toată viteza - piesă în 3 acte, premieră “Teatru la Microfon”
- 1957 - Poveste de iarnă - primul spectacol de televiziune în direct
- 1958 - Familia - piesă în 3 acte, cu care se inaugurează teatrul de televiziune
- 1965 - A doua dragoste - 3 acte, premieră Teatrul Constanța și Teatru TV
- 1966 - Fiara - piesă în 3 acte, premieră Teatru radiofonic si Teatru TV
- 1971 - Asediul - film artistic de lung metraj prod.,,Romaniafilm”
- 1972 - Femeia fericită - piesă 3 acte, premieră Teatrul Bacău și Teatru TV
- 1974 - Fata bună din cer - 3 acte, rev. ,,Teatrul” și premieră Teatrul Pitești
- 1976 - Cota 2516 - film artistic de televiziune
- 1977 - Profesorul Demnitate - piesă în 3 acte, premieră Teatrul Național Craiova și Teatrul TV
- 1980 - Sufletul locului - piesă în 3 acte, Teatru TV
- 1980 - Circul spionilor - film artistic, producție ,,România film”
- 1981 - Dracula premieră Teatrul Sibiu
- 1993 - Omul succesului - piesă în 3 acte,Teatrul National Radiofonic
- 1996 - Generalul și găinarul - piesă în 3 acte, Teatrul Național Radiofonic
- 1997 - Dămăroaia Story - piesă în 3 acte, Teatrul Național Radiofonic
- 2008 - In seria 'OPERE DEFINITIVE CORNELIU LEU"apare volumul "TEATRU"

### Scenarii de film
- Asediul (1971) - împreună cu Mircea Mureșan
- Casa dintre cîmpuri (1980)

## Premii și distincții
- Mai multe premii ale Uniunii Scriitorilor din Romania
- Mai multe premii de proza si roman
- Cetatean de onoare al mai multor localitati
- Cavaler si Ofiter al mai multor ordine
- Premiul de teatru al Euroviziunii
- Ordinul Meritul Cultural în grad de Mare Ofițer la 175 de ani de la aparitia "Albinei romanesti"

### Afilieri
- 1949 - membru fondator al Uniunii Scriitorilor din România
- 1952 - membru fondator al Uniunii Ziariștilor din România
- 1965 - membru titular al Organizației Internaționale a Ziariștilor
- 1995 - membru titular al Institutului Internațional Jacques Maritain
- 1997 - membru fondator al Asociației Europene pentru Educație Pluralistă
- Institutul Internațional Jacques Maritain
- Asociația Europeană pentru Pluralism
- Uniunea Scriitorilor
- Uniunea Ziariștilor
- Uniunea Cineaștilor
- Președinte - Mișcarea pentru Progresul Satului Românesc
- Membru de onoare al Asociației Canadiene a Scriitorilor Români - ACSR
- Asociația Scriitorilor de Limbă Română din Québec
- Președintele „Fundației Episcopul Grigorie Leu”[5]
- Președintele Grupului de Presă și Inițiativă Civică pentru Slujirea Limbii Române în Unitate de Simțire Națională